# Mabkhara

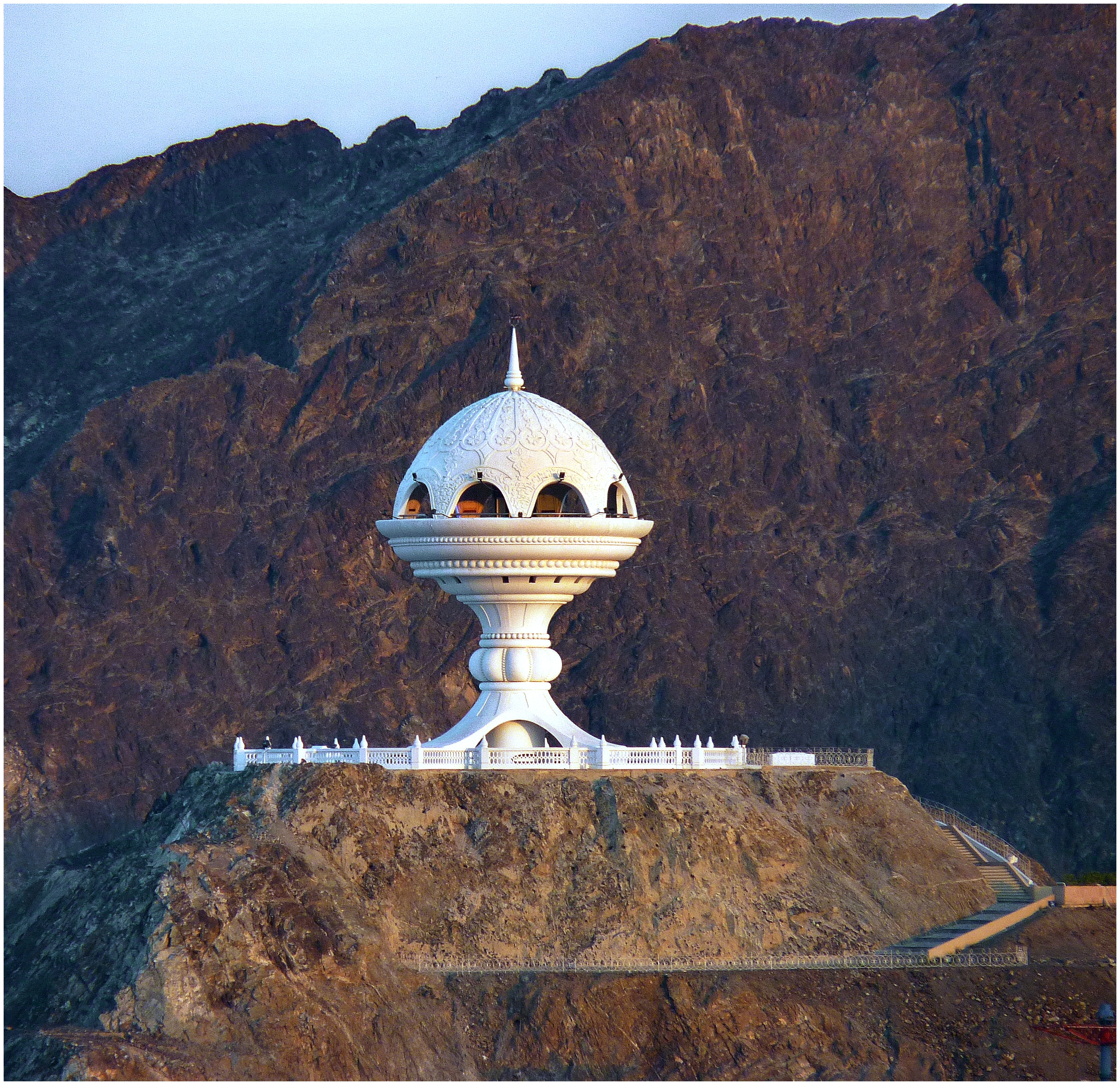
Een monument in de vorm van een mabkhara in Muttrah (Masqat).

Een mabkhara (Arabisch, مبخر of مبخرة) is een wierookbrander, die gebruikt wordt in de Arabische wereld en Turkije. De mabkhara werd traditioneel gemaakt van klei of een zachte steensoort. De meeste mabkhara hebben een vierkant voetstuk met naar binnen hellende zijkanten met daarboven een vierkant vat met buitenwaarts schuine kanten. Tussen het voetstuk en het vat bevinden zich vaak houten pootjes. Het vat is bekleed met plaatwerk. Oudere branders zijn vaak versierd met zachte metalen en kopspijkers van messing.